# Konwencja o międzynarodowym lotnictwie cywilnym

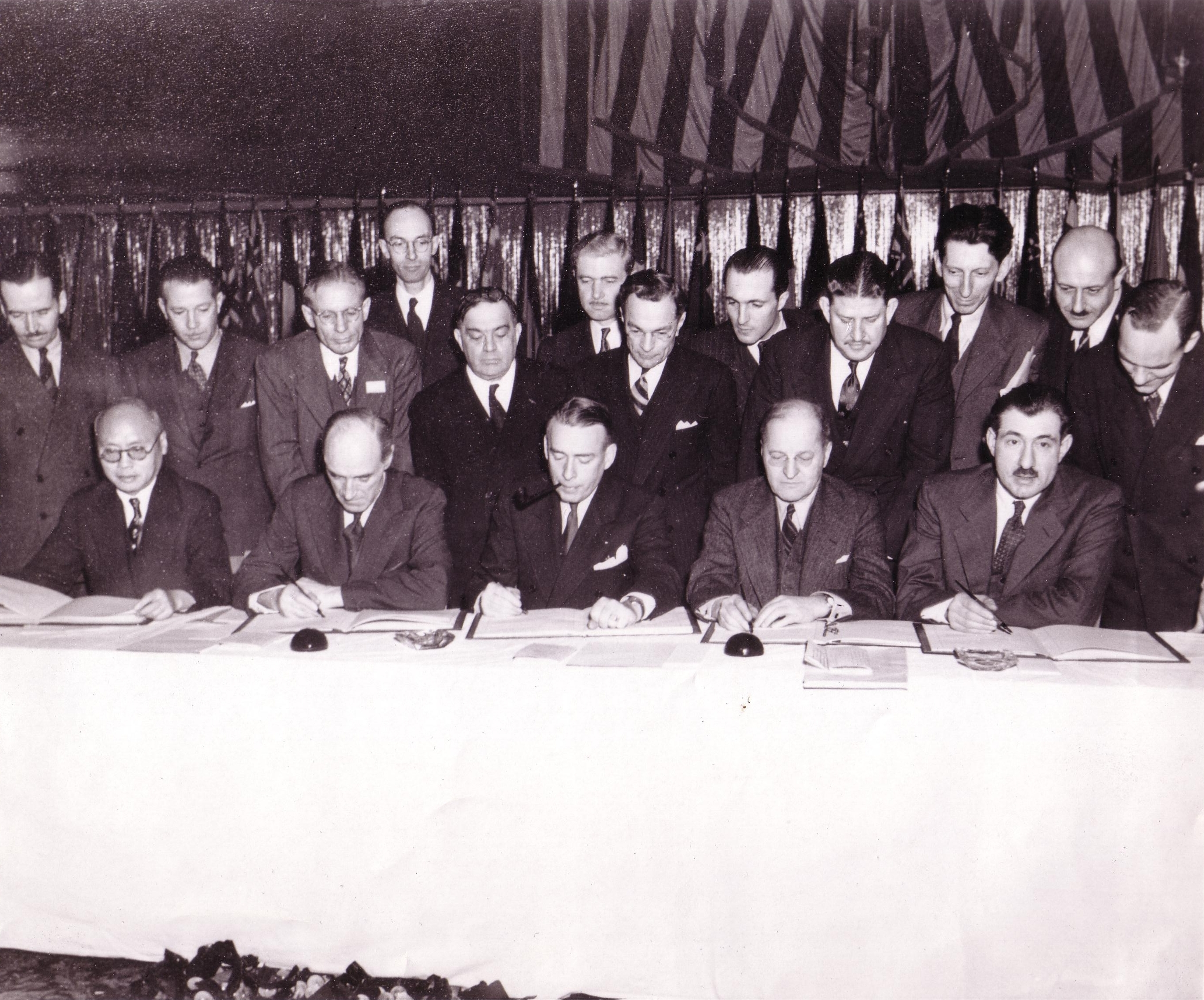
Podpisanie konwencji, Chicago 1944

Konwencja o międzynarodowym lotnictwie cywilnym (ang. Convention on International Civil Aviation), znana również jako konwencja chicagowska (ang. Chicago Convention) – umowa międzynarodowa regulująca kwestie z zakresu prawa lotniczego, główne źródło międzynarodowego prawa lotniczego, sporządzona w Chicago 7 grudnia 1944, obowiązująca od 4 kwietnia 1947.
Konwencja ustanowiła Organizację Międzynarodowego Lotnictwa Cywilnego (ICAO), będącą organizacją wyspecjalizowaną systemu Narodów Zjednoczonych. Konwencja zawiera przepisy dotyczące zwierzchnictwa w przestrzeni powietrznej, rejestracji statku powietrznego, wzajemnego uznawania licencji i certyfikatów, zakazu użycia broni wobec cywilnego statku powietrznego, międzynarodowych standardów i zalecanych metod postępowania, a także inne szczegółowe prawa państw stron konwencji. Jest też statutem ICAO.

## Uchwalenie i zmiany
Konwencja została zmieniona trzynaście razy w latach 1956, 1958, 1961, 1962, 1973, 1974, 1975, 1980, 1997, 1998, 1999, 2002, 2005. Językami autentycznymi są angielski, francuski, rosyjski i hiszpański. Dwie zmiany, przyjęte w 1995 i 1998 r., dotyczące tekstów autentycznych konwencji w językach arabskim i chińskim nie weszły jeszcze w życie. Stronami konwencji są 193 państwa, Polska złożyła dokument ratyfikacyjny 6 kwietnia 1945, jako pierwsza na świecie. Depozytariuszem konwencji są Stany Zjednoczone.
Spory rozpatruje Rada ICAO, od jej rozstrzygnięcia dopuszczalne jest odwołanie do STSM lub powołanego ad hoc sądu rozjemczego (art. 85 - 87). 
Wraz z uchwaleniem konwencji przyjęto następujące dokumenty:
1. Tymczasowy Układ o Międzynarodowym Lotnictwie Cywilnym, tworzący Tymczasową Organizację Międzynarodowego Lotnictwa Cywilnego (PICAO) na okres poprzedzający powstanie stałej organizacji (ICAO).
2. Konwencję o Międzynarodowym Lotnictwie Cywilnym, ustalającą podstawowe zasady rządzące lotnictwem cywilnym i transportem lotniczym.
3. Układ o Tranzycie Międzynarodowych Służb Powietrznych, zwany też Układem o Dwóch Wolnościach.
4. Układ o Międzynarodowym Transporcie Lotniczym, zwany też Układem o Pięciu Wolnościach.
5. Projekty 12 technicznych załączników normujących wspólne procedury.
6. Wzór umowy dwustronnej.

## Załączniki

### Lista załączników
Rada ICAO zgodnie z art. 37 Konwencji przyjmuje normy i zalecane metody postępowania (Standards And Recommended Practices, SARPs) w międzynarodowym lotnictwie cywilnym, wydawane w formie załączników (zwanych także Aneksami) do Konwencji. Aktualnie obowiązuje 19 załączników: 
- Załącznik 1 – Licencjonowanie personelu
- Załącznik 2 – Przepisy ruchu lotniczego
- Załącznik 3 – Służba meteorologiczna dla międzynarodowej żeglugi powietrznej
- Załącznik 4 – Mapy lotnicze
- Załącznik 5 – Jednostki miar do wykorzystania podczas operacji powietrznych i naziemnych
- Załącznik 6 – Eksploatacja statków powietrznych
  - Cz. 1 – Międzynarodowy, zarobkowy transport lotniczy – samoloty
  - Cz. 2 – Międzynarodowe lotnictwo ogólne – samoloty
  - Cz. 3 – Operacje międzynarodowe – śmigłowce
- Załącznik 7 – Znaki przynależności państwowej oraz rejestracyjne
- Załącznik 8 – Zdatność do lotu statków powietrznych
- Załącznik 9 – Ułatwienia
- Załącznik 10 – Łączność lotnicza
  - Tom I – Pomoce radionawigacyjne
  - Tom II – Procedury telekomunikacyjne
  - Tom III – Systemy łączności
  - Tom IV – Radar dozorowania i system zapobiegania kolizjom
  - Tom V – Wykorzystanie zakresu radiowych częstotliwości lotniczych
- Załącznik 11 – Służby ruchu lotniczego
- Załącznik 12 – Poszukiwanie i ratownictwo
- Załącznik 13 – Badanie wypadków i incydentów statków powietrznych
- Załącznik 14 – Lotniska
  - Tom I – Projektowanie i eksploatacja lotnisk
  - Tom II – Lotniska dla śmigłowców
- Załącznik 15 – Służby informacji lotniczej
- Załącznik 16 – Ochrona środowiska
  - Tom I – Hałas statków powietrznych
  - Tom II – Emisje z silników statków powietrznych
  - Tom III - Emisje CO2 z samolotów
- Załącznik 17 – Ochrona międzynarodowego lotnictwa cywilnego przed aktami bezprawnej ingerencji
- Załącznik 18 – Bezpieczny transport materiałów niebezpiecznych drogą powietrzną
- Załącznik 19 – Zarządzanie bezpieczeństwem (wszedł w życie 14 listopada 2013 r.[16])